# Kim Jin-kyu
Kim Jin-Kyu (16 februari 1985) is een Zuid-Koreaans voetballer.

## Carrière
Kim Jin-Kyu speelde tussen 2003 en 2011 voor Chunnam Dragons, Júbilo Iwata, FC Seoul, Dalian Shide en Ventforet Kofu. Hij tekende in 2012 bij FC Seoul.

## Zuid-Koreaans voetbalelftal
Kim Jin-Kyu debuteerde in 2004 in het Zuid-Koreaans nationaal elftal en speelde 42 interlands, waarin hij 3 keer scoorde.